# Nema Nemasso

Das Tibesti-Gebirge und seine Siedlungen. Nema Nemasso liegt etwa 15 km südlich von Edimpi

Nema Nemasso, auch geschrieben Nema Nemaso, ist eine Oase im Norden des Tschad in der Provinz Tibesti, etwa 75 km südöstlich von Bardaï im oberen Teil des Ennerie Zoumri. Durch seine Höhenlage von 1557 m sind die Temperaturen in Nema Nemasso niedriger und die Niederschlagsmengen höher als in den meisten anderen Siedlungen des Tibesti.